# Oospila florepicta
Oospila florepicta là một loài bướm đêm trong họ Geometridae.